# Germain Duboscq
Germain Duboscq est un homme politique français né en 1750 à Vire (Calvados) et mort le 8 août 1807 à Caen (Calvados).
Président du tribunal civil du Calvados, il est élu député au Conseil des Cinq-Cents le 25 germinal an VI. Il est désigné comme membre du Corps législatif le 4 nivose an VIII et y reste jusqu'à son décès.

## Sources
« Germain Duboscq », dans Adolphe Robert et Gaston Cougny, Dictionnaire des parlementaires français, Edgar Bourloton, 1889-1891 [détail de l’édition]